# Licencia parental

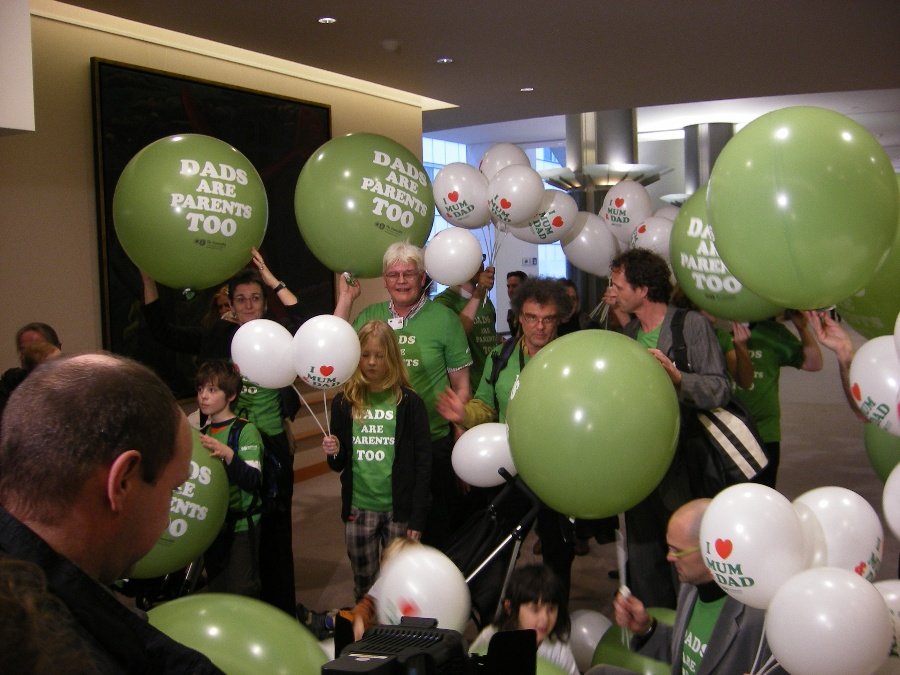
Manifestación por el permiso parental en el Parlamento Europeo

La licencia parental, o licencia familiar, es una prestación laboral disponible en casi todos los países. El término "licencia parental" puede incluir licencias de maternidad, paternidad y adopción ; o puede usarse de manera distintiva de "licencia de maternidad" y "licencia de paternidad" para describir una licencia familiar separada disponible para cualquiera de los padres para cuidar a niños pequeños. En algunos países y jurisdicciones, la "licencia familiar" también incluye la licencia concedida para cuidar a familiares enfermos. A menudo, los beneficios mínimos y los requisitos de acceso están estipulados por ley.
La licencia familiar o parental no retribuido se proporciona cuando la empresa está obligada a mantener el puesto de trabajo de un empleado mientras este disfrutar de este beneficio. La licencia parental o familiar remunerada permite ausentarse del trabajo para cuidar o decidir sobre el bienestar de un hijo o familiar dependiente. Los tres modelos de subsidio más comunes son la seguridad social obligatoria (en la que los trabajadores, los empresarios o los contribuyentes en general contribuyen a un fondo público específico), la responsabilidad del empleador (en la que este debe pagar al trabajador durante el periodo de baja) y las políticas mixtas que combinan la seguridad social y la responsabilidad del empleador.
La licencia parental ha estado disponible como un derecho legal o programa gubernamental durante muchos años de una forma u otra. En 2014, la Organización Internacional del Trabajo revisó las políticas de licencia parental en 185 países y territorios, y encontró que todos los países, excepto Papúa Nueva Guinea tienen leyes que exigen algún tipo de licencia parental. Un estudio diferente mostró que de 186 países examinados, el 96% ofrecía algún pago a las madres durante la licencia, pero sólo el 44% de esos países ofrecían lo mismo a los padres. Las Islas Marshall, Micronesia, Nauru, Palaos, Papúa Nueva Guinea, Tonga y Estados Unidos son los únicos siete países de las Organización Naciones Unidas(ONU) que no exigen que los empleadores proporcionen tiempo libre remunerado a los nuevos padres. Los empleadores privados a veces ofrecen licencia parental remunerada y no remunerada, o ambas, fuera de cualquier mandato legal o además de él.
Las investigaciones han relacionado la licencia parental remunerada con mejores resultados de salud para los niños, así como para las madres.

## Modelos económicos

### Beneficios de la licencia parental universal y remunerada

#### Enfoque basado en las capacidades
Amartya Sen y Martha Nussbaum han desarrollado un modelo político conocido como enfoque de capacidades, donde las libertades y oportunidades básicas se incluyen en las evaluaciones económicas del bienestar de un país, además del PIB. Nussbaum propuso 11 capacidades centrales como requisito mínimo para una sociedad digna. En el modelo de Nussbaum, los estados deberían proporcionar los recursos y las libertades para garantizar que las personas tengan la oportunidad de alcanzar un umbral mínimo de cada capacidad central. La licencia parental remunerada y universal es un ejemplo de recurso que los estados pueden ofrecer para que las personas tengan la opción de formar una familia y al mismo tiempo trabajar; por ejemplo, bajo la capacidad 10 (control del propio entorno), el Estado tiene la responsabilidad de garantizar que todas las personas tengan "el derecho a buscar empleo en igualdad de condiciones con los demás".

#### Ingresos y fuerza laboral
La licencia parental remunerada incentiva la vinculación de las mujeres al mercado laboral tanto antes como después del nacimiento, lo que afecta el PIB y la productividad nacional, ya que la fuerza laboral es mayor. La licencia parental también aumenta los ingresos a nivel del hogar al apoyar a las familias con dos ingresos.
La licencia parental remunerada incentiva la natalidad, lo que afecta a la futura fuerza laboral. La licencia parental remunerada, en contraste con el que no, perjudica el bienestar de los niños porque en los países con una fuerza laboral envejecida o con una fecundidad inferior al nivel de reemplazo, nacen no porque los padres quieran al niño y puedan satisfacer sus necesidades, sino porque se espera que los niños mantengan a sus padres.. Algunos ven a los hijos como responsables de apoyar a todos los miembros de las generaciones mayores de la sociedad (no sólo a los padres específicos del niño); se espera que sus ingresos no se ahorren para la vejez de los niños, sino que se gasten en las demandas de seguridad social y pensiones de las generaciones anteriores, para las cuales no había ahorros suficientes.

### Retos de la licencia universal y remunerada

#### Discriminación estadística
La economía labora predice que, si se prevé que aumentará el costo de contratar mujeres en edad fértil (ya sea porque el empleador tiene la obligación de pagar la licencia de maternidad o porque ella estará ausente del trabajo por licencia pública), entonces la "demanda" de mujeres en el mercado laboral disminuirá. Aunque la discriminación de género es ilegal, sin algún tipo de remedio el modelo neoclásico predeciría una "discriminación estadística" contra la contratación de mujeres en edad fértil. Para contrarrestar esto, algunos países han introducido políticas para aumentar las tasas de licencia de paternidad para distribuir el impacto de los costos de manera más uniforme en todo el mercado laboral.

#### Segregación ocupacional por sexo
Si las mujeres toman licencias parentales prolongadas, la economía laboral predeciría que sus ingresos y oportunidades de promoción a lo largo de su vida serán menores que los de sus contrapartes masculinas o que no tienen hijos : la " pena por maternidad ". Las mujeres pueden buscar sectores laborales que sean "favorables a la familia" (es decir, con políticas generosas de licencia parental), lo que resulta en segregación ocupacional por sexo. Nielsen, Simonsen y Verner examinan cuáles son los diferentes resultados para las mujeres en Dinamarca entre el sector "favorable a la familia" y el "no favorable a la familia". En Dinamarca, el sector público es "favorable a las familias" debido a sus generosas licencias y beneficios para los empleados; Los trabajadores deciden en qué sector trabajar en función de sus preferencias y oportunidades. El estudio encontró que, mientras que en el sector "favorable a la familia" básicamente no hubo pérdida salarial relacionada con la licencia parental, las mujeres sí sufrieron una pérdida constante de ingresos en el sector privado "no favorable a la familia" durante un año de licencia.

#### Costo
La licencia parental universl y menunerada puede financiarse con fondos privados (es decir, las corporaciones tienen el mandato de absorber el costo del tiempo libre parental remunerado como parte de los beneficios de los empleados ) o pública (es decir, transferida directamente a los trabajadores en licencia, como el seguro de desempleo ). Las preocupaciones sobre la financiación privada incluyen la discriminación estadística descrita anteriormente, así como los costos para las empresas más pequeñas. Datta Gupta, Smith y Verneer descubrieron en 2008 que, si bien la licencia parental financiada con fondos públicos tiene beneficios, su financiación es muy costosa y se pregunta si es el uso más rentable de los fondos.

#### Críticas a la "cuota de paternidad"
La cuota de paternidad es una política implementada por algunos países o empresas que asigna una parte de la licencia parental u otros tipos de licencia familiar específicamente al padre. Si el padre no utiliza esta parte asignada de la licencia, la familia pierde el periodo permitido, es decir, no se puede transferir a la madre. Dada la alta tasa de mujeres que participan en la fuerza laboral formal en diversas regiones del mundo, tanto los científicos sociales como los diseñadores de políticas muestran un interés creciente en promover una distribución más equitativa de las responsabilidades laborales entre las parejas. 
Algunos críticos cuestionan si tales políticas están basadas en evidencia y expresan preocupación de que sean "un experimento social, cuyos efectos son desconocidos". Sin embargo, otros estudios han demostrado que la licencia de paternidad mejora los vínculos entre padres e hijos y también ayuda a mitigar la brecha salarial que enfrentan las mujeres después de tomar la licencia de maternidad. 
Otras perspectivas psicológicas resumen la evidencia y se concluye que el papel del padre en el desarrollo infantil es muy similar al de una madre, contrarrestando la preocupación de que una mayor participación paternal en el cuidado de los niños podría llevar a consecuencias negativas imprevistas. La crítica no suele dirigirse tanto a la idea de la licencia de paternidad en sí, sino que condena el hecho de que las políticas de la cuota de paternidad no permitan que ese tiempo se destine a la madre en su lugar. Los críticos argumentan que la cuota perjudica a las madres, privándolas de una licencia muy necesaria, trivializando las realidades biológicas y es un ejemplo de discriminación contra las madres.
En la Unión Europea, el tema de la licencia parental no transferible sigue generando controversia. Este tipo de licencia fue introducido por primera vez en la Directiva de Permiso Parental de 2010, que establecía que al menos un mes de los cuatro meses mínimos de licencia parental debía ser no transferible. Posteriormente, la Directiva de Conciliación entre la Vida Laboral y la Vida Privada de 2019 aumentó este período no transferible a dos meses, y los Estados miembros deben transponer esta disposición a más tardar el 2 de agosto de 2022. Inicialmente, se planeaba aumentar el período no transferible a cuatro meses, según esta directiva, pero debido a la falta de consenso entre los Estados miembros, se llegó a un compromiso de dos meses. (Nota: se refiere a un tipo específico de licencia denominada licencia parental; según la legislación de la UE, existen diferentes tipos de licencias, como la licencia de maternidad, la licencia de paternidad, la licencia parental y la licencia para cuidar a un familiar, que se regulan de manera diferente).
Para más información, consulte Licencia de paternidad y sus efectos.

### Comparación entre países
Comparar los beneficios laborales en términos de licencias para padres entre diferentes países es un ejercicio común, pero muy complicado debido a la diversidad de tipos de licencias disponibles y a las diferentes interpretaciones de términos como licencia de maternidad, licencia de paternidad, licencia prenatal, licencia postnatal, licencia parental, licencia familiar y licencia de cuidado del hogar en distintas jurisdicciones. Estos términos a menudo se usan de manera incorrecta. Por ejemplo, la duración de la licencia de maternidad (que se incluye comúnmente en las clasificaciones internacionales) puede ofrecer poca información sobre la situación real de una familia en un país específico. En algunos casos, un país puede tener una licencia de maternidad prolongada, pero una licencia parental o familiar corta, o viceversa. En la Unión Europea, cada país tiene sus propias políticas, las cuales varían significativamente, aunque todos los Estados miembros deben cumplir con los estándares mínimos establecidos en la Directiva sobre trabajadoras embarazadas y la Directiva sobre conciliación entre la vida laboral y personal.
En ocasiones, se produce una distorsión en la forma en que se informa y se distingue la licencia de maternidad de otros tipos de licencia, especialmente en jurisdicciones donde no existe un término legal claro para “licencia de maternidad”, y este término se utiliza informalmente para referirse tanto al período mínimo como al máximo de licencia parental asignada por cuota para la madre. Algunos países pueden aparecer artificialmente en listas con beneficios más o menos generosos. A veces, Suecia se menciona en las estadísticas internacionales por tener “480 días de licencia de maternidad”, aunque estos días incluyen licencia parental. Por lo tanto, Suecia a menudo se reconoce por tener licencias excepcionalmente largas, aunque hay varios países con licencias significativamente más largas, cuando se suma la licencia de maternidad y otras licencias, permitiendo a los padres tomar licencia hasta que sus hijos tengan los 3 años.

## Uso de la licencia parental

### Influencia de los compañeros
La investigación ha demostrado que la duración de la licencia parental entre los individuos está influenciada por el comportamiento de sus compañeros. Por ejemplo, si una madre observa que un compañero de trabajo elige tomar una licencia parental más larga, es más probable que ella también decida extender su licencia de maternidad. Un estudio realizado por Welteke y Worhlich (2019) descubrió que las madres embarazadas que tenían compañeros de trabajo que tomaban una licencia parental de más de diez meses tenían un 30% más de probabilidades de tomar más de diez meses de licencia, en comparación con los futuros padres cuyos compañeros optaban por una licencia más corta. La influencia de los compañeros no solo se limita a las personas gestantes, sino que también afecta a los padres. Una investigación realizada en Noruega encontró que los futuros padres tenían un 11 por ciento más de probabilidades de tomar una licencia de paternidad si observaban que sus compañeros de trabajo utilizaban este beneficio. Además de los compañeros de trabajo, los futuros padres tenían un 15 por ciento más de probabilidades de usar la licencia de paternidad si su hermano también lo utilizaba. El estudio de Dahl et al. (2014) también encontró un efecto de “bola de nieve” en los lugares de trabajo donde los padres utilizaban la licencia de paternidad. Esto significa que con cada compañero de trabajo adicional que aprovechaba los beneficios de la licencia parental en la oficina, aumentaba la probabilidad de que otros también utilizaran el programa
Existen argumentos en competencia sobre por qué los compañeros tienen influencia en la duración de la licencia paternal de un futuro padre. Una hipótesis sugiere que las madres aprenden de sus compañeros sobre programas de licencias parentales de los que antes no estaban al tanto, lo que lleva a que más madres decidan tomar una licencia parental durante un período más prolongado. Otra hipótesis sostiene que cuando los compañeros de trabajo extienden su licencia de maternidad, se produce un cambio en las normas sociales del lugar de trabajo. Este fenómeno, conocido como "comportamiento de rebaño", implica que una alteración en los hábitos tradicionales en el lugar de trabajo afecta el comportamiento de los empleados.

### Adopción de la licencia parental por parte de los padres
Varios factores influyen en la decisión de los futuros padres de tomar una licencia parental. Por ejemplo, la investigación ha demostrado que los padres con educación media tienen un 28% más de probabilidades de tomar programas de licencia parental más largas que los padres que no tienen educación media. Además, los padres con educación superior tienen un 67% más de probabilidades de tomar una licencia parental de más de dos meses que los padres con educación media.
Asimismo, los niveles de ingresos de los padres influyen en su decisión de tomar una licencia parental. Los padres de bajos ingresos tienen menos probabilidades de usar la licencia parental, y si lo hacen, es probable que sea por un período más corto que los padres con ingresos más altos. Estas diferencias pueden deberse a que los padres con bajos ingresos se ven limitados por un mercado laboral menos estable. Además, los padres en relaciones heterosexuales son aún menos propensos a tomar la licencia parental si la madre tiene un bajo ingreso. Los bajos ingresos de la madre se correlacionan positivamente con el hecho de que el padre toma poca o ninguna licencia parental. De hecho, el bajo ingreso de la madre se correlaciona positivamente con la decisión del padre de tomar poco o ninguna licencia parental. Esto puede deberse a que el padre prefiere que la madre tome una licencia más prolongada por sí misma o a otras presiones económicas dentro del hogar.
El grupo de madres que más recurre a la licencia de maternidad en Estados Unidos es el de las mujeres blancas no hispanas, y el uso de la licencia de maternidad retribuido es drásticamente inferior en cuanto a las madres negras e hispanas. Los grupos de mujeres que tienen más acceso y oportunidades para utilizar la licencia de maternidad suelen tener un mayor nivel de ingresos y un empleo de tiempo completo. Estadísticamente, las mujeres negras tienen la mitad de las probabilidades de disfrutar de la licencia que las mujeres blancas.Las personas de raza negra tienen muchas menos probabilidades de disfrutar de la licencia de maternidad o paternidad, esto se debe a factores estructurales como la discriminación racial y étnica en la mano de obra. Las mujeres de raza negra tienen menos acceso a recursos que les permiten pedir excedencias o atender a familiares, y las hispanas se enfrentan a los mismos problemas. Estas desventajas conllevan un estatus socioeconómico más bajo para la población negra e hispana en Estados Unidos, lo que también influye en la falta de oportunidades para disfrutar de una licencia de maternidad con remuneración y en la falta de los recursos económicos necesarios para poder permitirse una licencia parental no remunerada o parcialmente remunerada. Los trabajadores de raza negra e hispanos suelen ocupar menos puestos profesionales y, por tanto, tienen menos acceso a las prestaciones que conllevan estos puestos, como las licencias retribuidas. Los padres de raza negra suelen trabajar en el sector público, lo cual también puede excluirlos de las oportunidades de obtener una licencia familiar remunerada. 
Cuando se denuncia la falta de acceso a licencias de maternidad o paternidad remuneradas o no remuneradas, las mujeres de raza negra e hispanas tienen más probabilidades de padecer problemas de salud materno infantiles.Las mujeres de raza negra no hispanas tienen más probabilidades de morir por complicaciones en el embarazo que las mujeres de raza blanca no hispanas en Estados Unidos. 

### En el mercado laboral
Un estudio realizado en Alemania encontró que los salarios se reducen un 18 % por cada año de licencia parental que tome un empleado. Sin embargo, después de la reducción inicial en los salarios, el salario de los empleados se recupera más rápido que el salario de alguien al que no se le ofrece la licencia parental. Un estudio de la política de licencias de California, el primer estado de los Estados Unidos en exigirle a los empleadores ofrecer licencias parentales remuneradas, mostró un aumento en los salarios.
La licencia parental puede conducir a una mayor seguridad del empleo. Los estudios difieren en cómo esto ayuda a la reincorporación en el trabajo después de tomarse un tiempo de baja, algunos estudios muestran que, si uno de los padres se ausenta por más de un año después del nacimiento del niño, la posibilidad de que él o ella se reincorpore disminuye. Otros estudios sobre periodos de licencia más cortos muestran que los padres ya no necesitan renunciar a sus empleos para cuidar a sus hijos, por lo tanto, aumenta la reincorporación laboral.
No parece que las políticas de licencia parental hayan tenido un efecto significativo en la brecha salarial entre hombres y mujeres, lo que se ha mantenido relativamente estable desde finales de los años ochenta, a pesar de la creciente adopción de políticas de licencia parental.

#### Licencia de maternidad y sus efectos
En los EE. UU., aunque la Ley de Ausencia Familiar y Médica de 1993 (FMLA por sus siglas en inglés) permite la licencia parental no retribuida, los padres no suelen utilizar este derecho en toda su extensión por ser inaccesible. Como resultado, algunos estudios muestran que la FMLA ha tenido un impacto limitado en la cantidad de licencias que se toman los nuevos padres, aunque las cantidades concretas pueden variar, tener un hijo (incluyendo el costo de una guardería de alta calidad) cuesta a las familias aproximadamente 11,000 dólares el primer año. 
Estos costos elevados contribuyen a que las nuevas madres de Estados Unidos vuelvan a trabajar antes que las de los países europeos; aproximadamente un tercio de las mujeres de Estados Unidos vuelven a trabajar a los tres meses de dar a luz, comparado con aproximadamente el 5 % en el Reino Unido, Alemania y Suecia; poco más de la mitad de las madres de Estados Unidos con un hijo menor de un año trabajan.
Hay indicios de que la legislación sobre la licencia parental aumenta la probabilidad de que las mujeres vuelvan a su trabajo anterior en lugar de buscar un nuevo empleo, se cree que este aumento se reducirá a entre el 10 % y el 17 %. A la vez que disminuye el porcentaje de mujeres que encuentran un nuevo empleo, entre el 6 % y el 11 %. Por lo tanto, parece que dicha legislación aumenta el número de mujeres que vuelven a trabajar después del parto entre un 3 % o 4 %.
Además, parece que las políticas de licencia parental permiten a las mujeres quedarse en casa más tiempo antes de volver al trabajo, ya que la probabilidad de volver a un antiguo empleo disminuye en el segundo mes tras el parto antes de aumentar drásticamente en el tercer mes. A pesar de que esta legislación parece tener un efecto mínimo sobre las mujeres que deciden tomarse una licencia, sí parece aumentar el tiempo que las mujeres se toman de licencia.
La legislación sobre la licencia de maternidad puede beneficiar o perjudicar a los empleadores. El principal inconveniente potencial de las licencias obligatorias es su capacidad para perturbar las actividades productivas al elevar las tasas de absentismo laboral. Con una licencia obligatoria durante un determinado periodo de tiempo y ante la ausencia prolongada de las madres en el lugar de trabajo, las empresas se enfrentan a dos opciones: contratar a una empleada temporal (lo que podría implicar costos de capacitación) o funcionar con una empleada ausente. Por otra parte, estas políticas podrían ser positivas para los empleadores que antes no ofrecían licencias porque les preocupaba atraer a empleadas con una probabilidad muy baja de utilizar la licencia de maternidad, 
así, estas políticas pueden corregir fallas del mercado. Sin embargo, un inconveniente del aumento de las licencias a nivel social es la disminución resultante de la oferta de mano de obra femenina. En países con una gran demanda de mano de obra, incluidos muchos países actuales con envejecimiento de la población, una menor oferta de mano de obra es desfavorable.Algo importante para tener en cuenta en todas las investigaciones citadas anteriormente es que los resultados suelen depender de cómo se defina la cobertura de las licencias y de sí las políticas son de licencias retribuidas o no retribuidas. Algunos consideran que las políticas que garantizan una licencia laboral retribuida son mucho más eficaces que las que no lo son.
Para las mujeres individualmente, las interrupciones prolongadas en el empleo, como las que se producirían con la licencia parental, afectan negativamente a sus carreras. Las brechas más largas se asocian a una reducción de los ingresos a lo largo de la vida y a un menor desembolso en pensiones, así como a un empeoramiento de las perspectivas profesionales y a una reducción de los ingresos. Debido a estos inconvenientes, algunos países, en particular Noruega, han ampliado las iniciativas de política familiar para aumentar la licencia de paternidad y ampliar las guarderías en un esfuerzo por trabajar hacia una mayor igualdad de género.

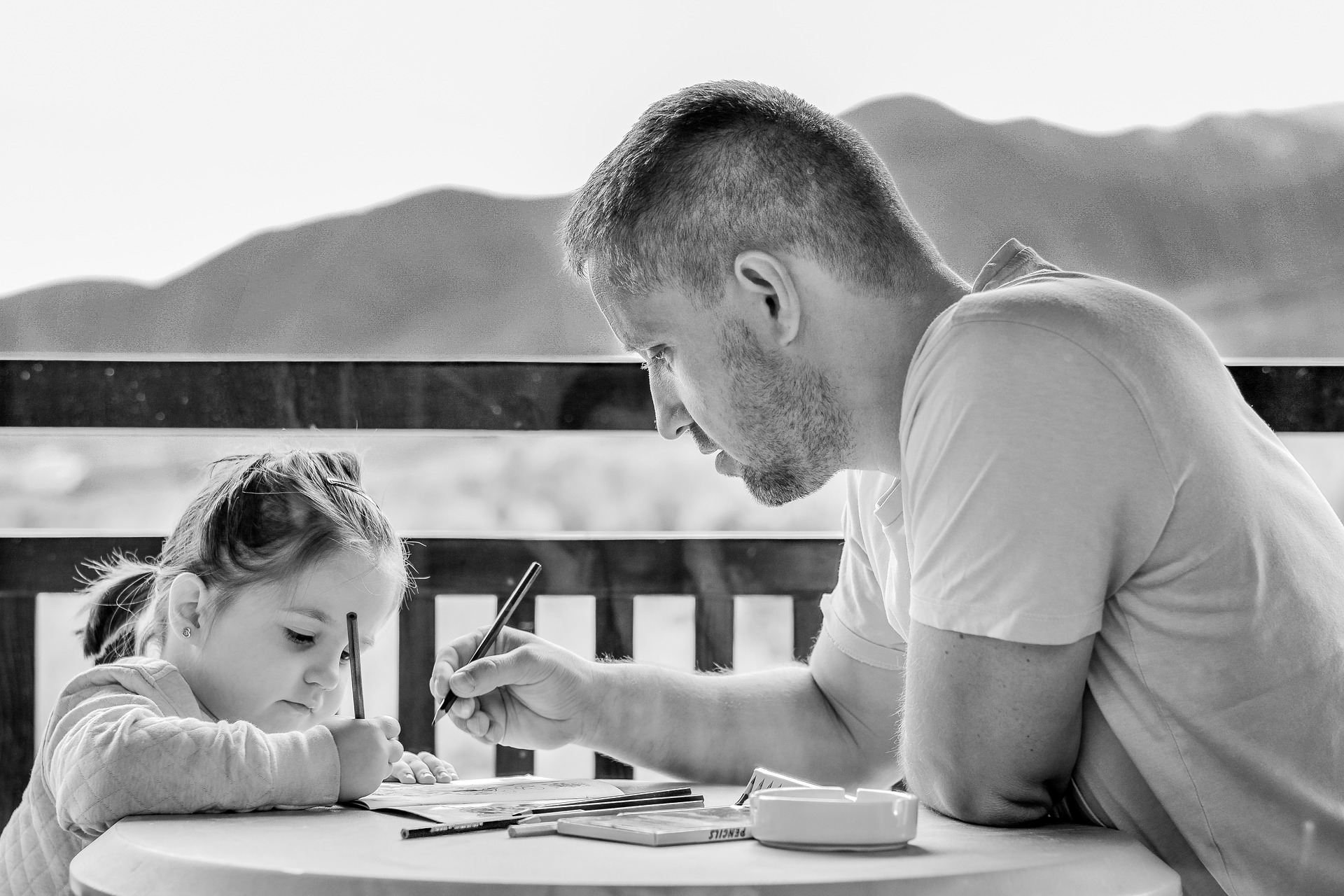
Padre pasando tiempo con hija

#### Licencia de paternidad y sus efectos
El término “licencia de paternidad” se refiere a la licencia que se concede exclusivamente a los padres para que puedan pasar tiempo con su hijo recién nacido. Aunque la licencia parental se concede cada vez más a los padres, las madres siguen disfrutando de la mayor parte de la licencia parental garantizada. Cuando la licencia garantizada no es retribuida, los estudios indican que el uso de la licencia por parte de los hombres no se ve afectado. En Alemania, donde la licencia parental está garantizada para ambos padres, el incentivo económico, por sí solo, no fue suficiente para animar a los padres a tomarlo. Aunque es poco frecuente a escala mundial, algunos países reservan parte de la licencia retribuida para el padre, lo que significa que no puede transferirse a la madre y caduca a menos que él lo utilice. Entre los primeros países en impulsar activamente un mayor uso de la licencia de paternidad se encuentran los Estados nórdicos del bienestar, empezando por Suecia, que hizo que la licencia parental fuera neutra en cuanto al género en 1974 y pronto le siguieron Islandia, Dinamarca, Noruega y Finlandia. Estos países carecen de un concepto unificado de licencia de paternidad y cada una impone condiciones, razones y plazos diferentes, pero se consideran entre las más generosas del mundo. 
En parte, como iniciativa para combatir la “penalización por maternidad”, Noruega inició en 1993 un cambio político para incentivar la licencia de paternidad, la llamada " cuota del padre" y Suecia siguió su ejemplo en 1995. Esto significa que un determinado número de días de licencia parental solo puede ser utilizado por el padre, de lo contrario, se pierde. En los países en los que el derecho a la licencia incluye una cuota paterna, el impacto ha sido notable, ya que se atribuye a la cuota el aumento de la participación paterna y el cuestionamiento de los roles de género en la familia para promover una división más igualitaria del trabajo. Para evaluar este cambio, Rønsen y Kitterød estudiaron la tasa y el calendario de reincorporación al trabajo de las mujeres después de dar a luz y el efecto en ello de la nueva política de licencia parental. En su estudio de 2015, Rønsen y Kitterød constataron que las mujeres noruegas se reincorporaron al trabajo mucho más rápido tras el cambio de política. Sin embargo, las guarderías públicas o subsidiadas se ampliaron mucho al mismo tiempo, por lo que Rønsen y Kitterød no concluyeron que la “licencia parental” fuera la única responsable del momento de incorporación al trabajo, pero puede entenderse que tiene un efecto en la división del trabajo doméstico por géneros cuando ambos padres pueden dedicar tiempo al cuidado de un nuevo bebé.
Otro impacto de que los padres se tomen más licencias es que en Noruega se ha demostrado que puede disminuir o aumentar el tiempo que se toman las mujeres, dependiendo de si el cuidado de los hijos de la madre y del padre se consideran bienes sustituto o complemento. Si se trata de bienes sustitutos, las madres pueden volver a trabajar antes, ya que los padres asumen parte de la responsabilidad del cuidado de los niños. Las investigaciones han sugerido que está en juego un elemento de clase: los padres de clase media se consideran una alternativa adecuada a la madre como principal cuidadora, mientras que los hombres de clase trabajadora pueden verse más como partidarios de su pareja durante su licencia. En consecuencia, es más probable que los padres de clase media utilicen su licencia asignada inmediatamente después de que la madre regrese al trabajo, mientras que los padres de clase trabajadora pueden optar por tomar su licencia durante la licencia de la madre. En algunos casos, una licencia más larga para los padres puede motivar a las madres a quedarse también en casa.
Los padres tienden a utilizar menos la licencia parental que las madres en Estados Unidos, así como en otros países en los que existe la licencia retribuida, y esta diferencia puede deberse a factores distintos de las limitaciones económicas que afectan a ambos progenitores. Bygren y Duvander,que analizaron el uso de la licencia parental por parte de los padres en Suecia, llegaron a la conclusión de que las características del lugar de trabajo de los padres (incluido el tamaño del lugar de trabajo, si había más hombres o mujeres en el lugar de trabajo, y si el lugar de trabajo formaba parte del sector privado o público) influyeron en la duración de la licencia parental de los padres, al igual que la presencia de otros hombres que habían tomado la licencia parental en un momento anterior. Desde 2016, la licencia de paternidad representa el 25 % de la licencia parental retribuida en Suecia. 
Un estudio de 2023 concluyó que la licencia de paternidad provoca un cambio de actitud en cuestiones de género. Cuando la licencia de paternidad se pone a disposición de los padres, estos apoyan cada vez más las políticas socioeconómicas igualitarias desde el punto de vista del género y las cuestiones relacionadas con los derechos de la mujer.

#### Duración de la licencia

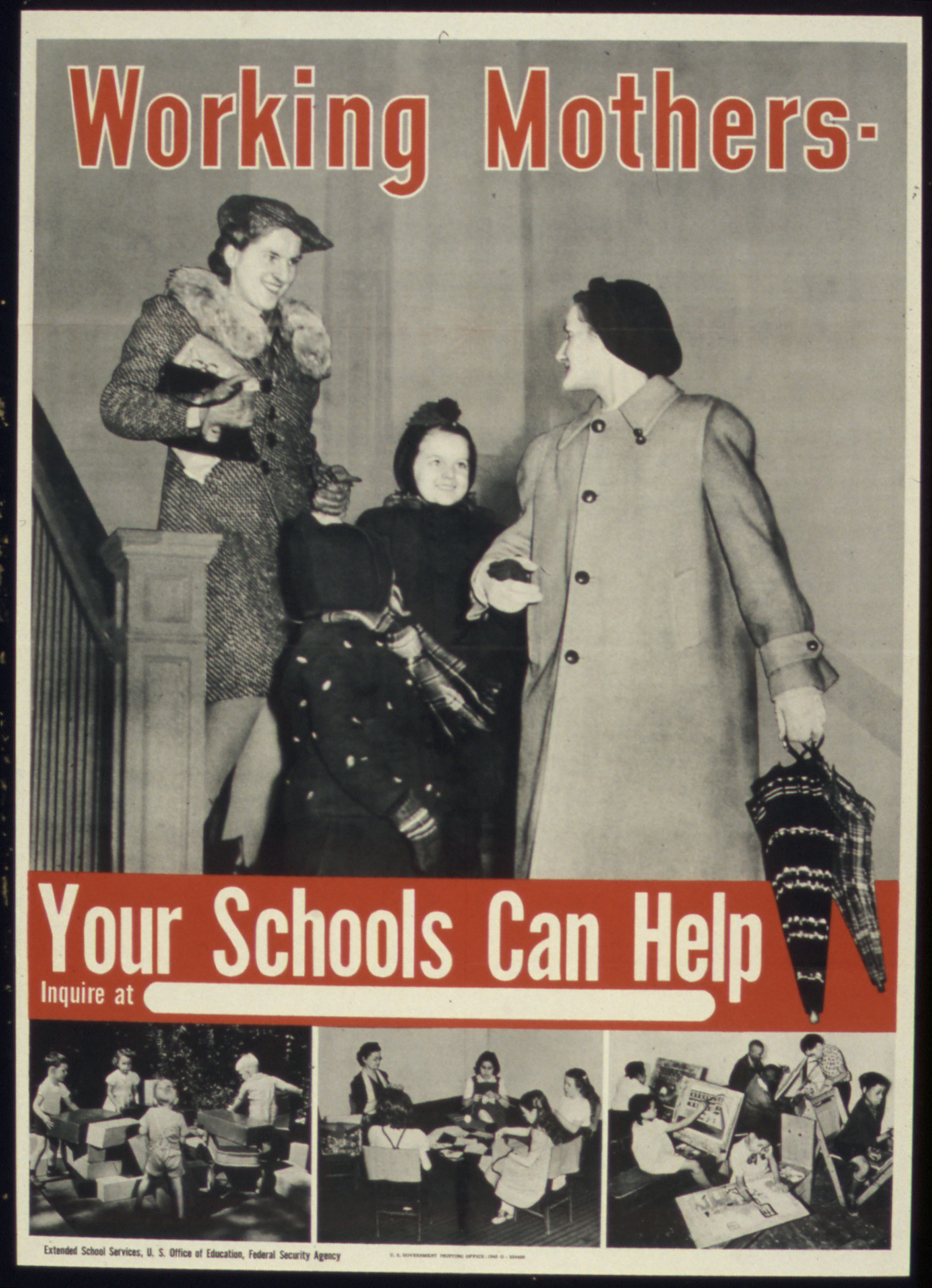
Política familiar durante la Segunda Guerra Mundial, cuando las mujeres fueron contratadas en el lugar de trabajo

En 2013, Joseph, Pailhé, Recotillet y Solaz publicaron un experimento natural en el que evaluaban un cambio de política de 2004 en Francia. Se interesaron por los efectos económicos de una licencia parental a tiempo completo y de corta duración remunerada. Antes de la reforma, las mujeres tenían una licencia parental obligatoria de dos meses, y podían disfrutar de hasta tres años de licencia parental no remunerada con su puesto de trabajo garantizado, aunque la mayoría de las mujeres solo se tomaban los dos meses. La nueva política, Complément libre choix d’activité (CLCA), garantiza seis meses de licencia parental retribuida. Los autores constataron efectos positivos en el empleo: en comparación con las mujeres que se encontraban en circunstancias similares antes de la reforma, las madres primerizas que se acogieron a la licencia retribuida después de la reforma tenían más probabilidades de estar empleadas tras la licencia y menos probabilidades de permanecer fuera de la población activa. Los autores señalan resultados similares de licencias parentales breves remuneradas a tiempo completo observados en Canadá en 2008 por Baker y Milligan, y en Alemania en 2009 por Kluve y Tamm. Sin embargo, Joseph et al. también descubrieron que los salarios eran más bajos (en relación con los de las mujeres antes de la reforma) para las mujeres con un nivel educativo medio y alto después de la licencia, lo que podría deberse a que las mujeres volvían a trabajar a tiempo parcial o a una “penalización por maternidad”, en la que los empresarios discriminan a las madres, tomando la licencia de seis meses como una “señal” de que la mujer no será tan buena empleada debido a sus responsabilidades como madre”.
Rasmussen analizó un experimento natural similar en Dinamarca con un cambio de política en 1984, en el que la licencia parental pasó de 14 a 20 semanas. Rasmussen descubrió que el aumento de la duración de la licencia parental no tuvo efectos negativos en los salarios o el empleo de las mujeres y que, a corto plazo (es decir, 12 meses), tuvo un efecto positivo en los salarios de las mujeres, en comparación con la licencia más corta. No hubo diferencias en los resultados educativos a largo plazo de los niños antes y después del cambio de política. 

### Con respecto a Salud y Desarrollo
De acuerdo con un estudio en el 2020, la licencia parental conlleva mejores índices de salud para los niños.Un informe de Harvard citaba una investigación que demostraba que la licencia de maternidad remunerada “facilita la lactancia y reduce el riesgo de infecciones”, pero no está asociado a cambios en la tasa de inmunización.Esta investigación también descubrió que los países con licencia parental tenían tasas de mortalidad infantil más bajas.La reincorporación al trabajo en un plazo de 12 semanas también se asoció con un menor número de revisiones médicas periódicas. Los datos de 16 países europeos durante el periodo 1969-1994 revelaron que la disminución de las tasas de mortalidad infantil variaba en función de la duración de la licencia. Una licencia de 10 semanas se asociaba a una disminución del 1-2%; uno de 20 semanas, del 2-4%; y uno de 30 semanas, del 7-9%. Estados Unidos, que no cuenta con una ley de licencia parental remunerada, ocupaba en 2014 el puesto 56 del mundo en cuanto a tasas de mortalidad infantil, con 6.17 muertes por cada 1,000 niños nacidos. La investigación no encontró ningún beneficio para la salud infantil en países con licencia parental no remunerada. Las licencias remuneradas, especialmente cuando estaban disponibles antes del parto, tuvieron un efecto significativo sobre el peso al nacer. La frecuencia de las bajas tasas de natalidad disminuye con estas políticas, lo que probablemente contribuye a la disminución de las tasas de mortalidad infantil, ya que el bajo peso al nacer está fuertemente correlacionado con la muerte infantil. Sin embargo, un análisis cuidadoso revela que el aumento del peso al nacer no es la única razón de la disminución de la tasa de mortalidad.
Según un estudio de 2021, la introducción de la baja por maternidad remunerada en Noruega mejoró sustancialmente los resultados de salud materna, en particular para las madres primerizas y con bajos ingresos.
Según un estudio de 2016, la ampliación de la licencia de maternidad financiada por el gobierno en Noruega de 18 a 35 semanas tuvo poco efecto en la escolarización de los niños. Sin embargo, cuando los bebés establecen vínculos afectivos y sus necesidades se ven satisfechas rápidamente por sus cuidadores (madres, padres, etc.), adquieren confianza en sí mismos y están preparados para mantener relaciones sanas a lo largo de su vida.
Se descubrió que los niños cuyas madres trabajaron durante los primeros nueve meses estaban menos preparados para la escuela a la edad de tres años. Los efectos del empleo de las madres parecían ser más perjudiciales cuando el empleo comenzaba entre el sexto y el noveno mes de vida. Las razones de esto eran inciertas, pero se conjetura que hubo algo inusual para el grupo de madres que regresaron a trabajar en este período, ya que representaban solo el 5% de todas las familias estudiadas. Los impactos negativos en términos de preparación para la escuela fueron más pronunciados cuando la madre trabajaba al menos 30 horas por semana. Estos hallazgos se complicaron por muchos factores, incluida la raza, la pobreza y el grado de sensibilidad de la madre. Los efectos también fueron mayores en los niños, lo que se explica por el hecho de que muchos analistas consideran que los niños son más vulnerables al estrés en los primeros años de vida.
El mismo informe hecho por Harvard también relaciona la licencia parental retribuida y la salud psicológica del niño. Se descubrió que los padres con licencia parental retribuida tenían vínculos más estrechos con sus hijos. De acuerdo con una investigación basada en parejas heterosexuales, una mayor inmersión del padre en el proceso de crianza de un hijo puede conducir a mejores resultados en el desarrollo del niño y a una mejor relación entre los padres. En los últimos años, varios países de la OCDE han llamado la atención sobre el tema, especialmente sobre el tiempo de licencia parental que se toman los padres y han llegado a la conclusión de que las licencias paternas de corta duración siguen produciendo resultados positivos para el desarrollo del niño. Las familias tienen en cuenta los niveles de ingresos relativos de cada progenitor a la hora de planificar la licencia parental; el miembro de la pareja que percibe un salario más bajo puede tener más probabilidades de acogerse a la licencia parental. También suele haber presiones en el lugar de trabajo para que los hombres no tomen la licencia de paternidad o para que tomen menos tiempo del máximo permitido. Para contrarrestar estas presiones y fomentar la licencia de paternidad, algunos países han probado a hacer obligatoria la licencia de paternidad o a incentivarla de otro modo. 
También se observan mejoras en la salud mental de las madres cuando pueden volver a trabajar tiempo después. Aunque la probabilidad de sufrir depresión posparto no experimentó cambios estadísticos significativos, una licencia más larga (de más de 10 semanas) se asoció a una disminución de la gravedad de la depresión y del número de síntomas experimentados. Esta reducción fue, por término medio, de entre el 5% y el 10%.
Los estudios que buscan una conexión entre la licencia parental retribuida han mostrado resultados contradictorios. Algunas investigaciones se centraron en las mujeres de 25 a 34 años, que tienen más probabilidades de verse afectadas por la legislación sobre licencias. Las tasas de fertilidad alcanzaron su punto máximo en los países europeos entre los rangos de 25 a 29 años y de los 30 a 34. Sin embargo, por el contrario, una investigación realizada en España descubrió que, tras la introducción de dos semanas de licencia de paternidad retribuida, las tasas de fertilidad descendieron, lo que sugiere que, cuando los padres están más implicados en la crianza de los hijos, pueden ser más conscientes de los retos, dado que sus prioridades pueden cambiar hacia la calidad frente a la cantidad de hijos o que las madres pueden permanecer mejor conectadas a la fuerza laboral.
Un estudio sobre una ley de 2012 en Suecia que permitía a los padres disfrutar de hasta 30 días de licencia familiar retribuido durante el primer año tras el nacimiento del hijo, al mismo tiempo que la madre disfrutaba de la licencia, produjo mejoras sustanciales en la salud mental y física de las madres.
Un estudio de 2020 en el Economic Journal encontró que las reformas en Islandia que incentivaban a los padres a tomar una licencia parental reducían la probabilidad de que los padres se separaran. El impacto más fuerte fue en las relaciones en las que la madre tenía la misma o más educación que el padre.

### Con respecto a la economía
Las consecuencias económicas de las políticas de licencia parental son objeto de controversia. Según un estudio de 2016, la ampliación de la licencia de maternidad financiado por el gobierno en Noruega de 18 a 35 semanas tuvo unos costes netos que ascendieron al 0.25 % del PIB, convirtiéndose en propiedades redistributivas negativas e implicó un aumento considerable de los impuestos a costa de la eficiencia económica. En EE. UU., la licencia familiar remunerada tiende a generar una mayor tasa de retención de los empleados y mayores ingresos para las familias. Los datos de determinados países de Europa Occidental sugieren que unos niveles moderados de licencia parental pueden animar a las madres a reincorporarse al mercado laboral después de tener hijos, lo que promueve el desarrollo económico nacional.

### Con respecto a la igualdad de género

Símbolo de igualdad de género

Las políticas de licencia parental repercuten en la igualdad de género en lo que respecta a la crianza de los hijos, por lo que varios países las utilizan como herramienta para promover la igualdad de género. Muchos países han implantado políticas de licencia parental retribuida para ambos progenitores, mientras que una minoría de países, como Estados Unidos, solo tienen licencias parentales no retribuidas. A veces se supone que la cuota paterna, que reserva una parte del periodo de licencia exclusivamente al padre, promueve la igualdad de género, aunque su alcance y efectos son objeto de debate.
A medida que más mujeres se han ido incorporando a la población activa formal, la falta de participación de los hombres en la crianza de los hijos se ha señalado como un ejemplo clave de desigualdad de género. Diversos estudios destacan la importancia de las políticas igualitarias de baja parental para lograr una distribución equitativa del cuidado de los hijos entre los progenitores. Además, cuando se debaten las políticas de baja parental, a menudo se hace hincapié en comparar las mejoras de las políticas de baja por maternidad con lo que había en el pasado, en lugar de comparar el impacto de las diversas políticas en todo el mundo que distribuyen la baja parental de forma diferente entre ambos progenitores.
Las estadísticas muestran una correlación positiva entre las políticas de baja por maternidad y el empleo femenino, pero la relación de causalidad no puede establecerse con firmeza. Aunque muchos creen que las políticas de baja por maternidad fomentan la participación de la mujer en la población activa, Anita Nyberg sugiere que es al revés: que el desarrollo de las políticas de baja por maternidad fue una respuesta a la participación de la mujer en la fuerza laboral.
El economista Christopher Ruhm sostiene que la participación de los hombres en el cuidado de los hijos al mismo nivel que las mujeres es esencial para eliminar las diferencias en los roles de género. Así, un aumento del uso de la licencia parental por parte de las mujeres (y su ausencia por parte de los hombres) tendrá un impacto negativo en la igualdad de género. A la inversa, un aumento del uso de la licencia por parte de los hombres tendrá un impacto positivo. Las políticas de licencias transferibles parecen ser justas e igualitarias en teoría, ya que no asignan específicamente a las mujeres las licencias centradas en el cuidado de los hijos e incluso permiten que la familia elija. En la práctica, sin embargo, lleva a que la mayoría de las licencias parentales disponibles sean utilizados por mujeres. La Asociación Noruega por los Derechos de la Mujer, resumiendo diferentes estudios, afirma que solo hay pruebas limitadas que apoyen una relación entre la cuota paterna y la igualdad de género. Los pocos estudios relevantes apuntan en diferentes direcciones. La expresidenta de la asociación, la psicóloga y expresidenta de United Nations Children’s Fund (UNICEF),Torild Skard, sostiene que la investigación psicológica no apoya la afirmación de que las madres puedan ser sustituidas por los padres en el primer año [91]. Un estudio noruego de 2018 concluyó que la ampliación de la cuota paterna no tenía ningún efecto sobre la igualdad de género.
Mediante el examen de las políticas de licencias en veintiún países europeos describiendo la duración, la retribución y la transferibilidad de los regímenes políticos existentes, Carmen Castro-García creó el Índice de Igualdad de Licencias Parentales (PLEI), que puede predecir la participación de cada progenitor en la crianza de sus hijos en función de su sexo y de la política existente en materia de licencias parentales. Su modelo muestra que una política que proporcione licencias iguales, intransferibles y bien retribuidos para cada progenitor (que ningún país tiene en la actualidad) fomentará mejor la participación igualitaria de hombres y mujeres en el cuidado de los hijos.

#### La Unión Europea
La Unión Europea reconoce la capacidad de los países para utilizar diferentes políticas de licencia parental para afectar a la participación en la fuerza de trabajo, el mercado laboral, la salud materna, el equilibrio entre la vida laboral y familiar de los padres y el desarrollo físico y emocional de los niños. Y al afectar al equilibrio entre la vida laboral y familiar de los padres, puede reducir las barreras a la participación de ambos progenitores en la crianza de los hijos. Más concretamente, las políticas de licencias de paternidad y parentales son fundamentales para fomentar la participación de los padres en la crianza del niño.

Bandera de la Unión Europea

En el 2014, el Parlamento Europeo concluyó que, al promover el uso de licencias parentales y de paternidad por parte de los padres, los gobiernos pueden aspirar a facilitar una distribución más equitativa en las labores de cuidado, apoyar la reintegración de las madres en el mundo laboral, equilibrar las circunstancias en las que mujeres y hombres se integran en el mundo laboral, y mejorar la conciliación entre la vida laboral y familiar.
Según las conclusiones del Parlamento Europeo en 2015, 18 de los países de la UE-28 ofrecen licencia de paternidad, y el promedio de duración en la UE es de 12.5 días, con variaciones desde un día en Italia hasta 64 días laborables en Eslovenia. En 23 Estados miembros de la UE, en promedio, solo el 10% de los padres se toman la licencia de paternidad, oscilando entre el 0.02% en Grecia y el 44% en Suecia.
La diferencia de género en la tasa de empleo es un indicador de la brecha de género en el mercado laboral; eliminar esta brecha es un objetivo importante para promover la equidad de género y es parte del objetivo de Europa 2020 de alcanzar una tasa de empleo del 75% para hombres y mujeres. Los padres usan la licencia de paternidad para ayudar a que las madres se reincorporen al mercado laboral, como ilustran estudios que muestran que la participación de los padres en el cuidado de los hijos tiene un efecto positivo en los trabajos de tiempo completo de las madres.
La reducción de la brecha salarial de género (BSG) también es un objetivo importante para la UE. En 2014, la brecha salarial de género en la UE-28 era del 16.1%, lo que significa que por cada euro que ganaban los hombres en la UE, las mujeres ganaban 83.9 centavos (la brecha salarial de género es la misma una vez corregida en función de la ocupación y el nivel educativo). Un estudio sobre la brecha de género en las pensiones estima que esta se sitúa en torno al 40 %, lo que es más del doble de la brecha salarial entre hombres y mujeres.. El aumento de la utilización de las licencias por parte de los padres puede reducir la duración de las interrupciones de las carreras profesionales de las mujeres, el trabajo de medio tiempo de las mujeres y, potencialmente, la BSG, siendo todas estas causas principales de la brecha de género en las pensiones.

#### Países nórdicos
El progreso en la equidad de género también forma parte de la agenda política de los países nórdicos desde hace décadas. Aunque todos los países nórdicos han ampliado el periodo total de licencia, sus políticas respecto a la cuota paterna son diferentes. 
En Islandia, cada progenitor recibe permisos remunerada y cada progenitor puede transferir un mes al otro (por tanto, hay dos meses transferibles entre los progenitores) En Suecia, los 90 días no pueden transferirse de un progenitor al otro, es decir, cada progenitor recibe al menos 90 días de licencia parental, por lo que la cuota se aplica por igual a ambos progenitores y no es específica para los padres. En total, Suecia concede a los nuevos padres 480 días de licencia parental, que pueden ser utilizados hasta que el niño cumpla 12 años.
El único país nórdico que no ofrece una cuota a los padres es Dinamarca, donde las mujeres tienen derecho a cuatro semanas de licencia parental antes de dar a luz y a 14 semanas después de dar a luz. A partir de ese momento, 32 semanas de licencia parental se reparten voluntariamente entre el hombre y la mujer, por lo que ocho meses de licencia quedan totalmente a la elección de la familia. Sin embargo, el modelo de doble remuneración y doble cuidado parece ser la dirección en la que se mueven todos los países nórdicos en la construcción de sus sistemas de licencia parental.. Según un estudio realizado en Noruega, cuando la licencia parental se concede a ambos progenitores, persiste la desigualdad de género, ya que las madres tienden a tener empleos de medio tiempo en comparación con sus parejas. Desde entonces, el gobierno ha proporcionado apoyos a los padres que lo deseen para cuidar a los niños y alentar a las madres a reincorporarse antes a sus puestos de trabajo a tiempo completo, lo cual es eficaz hasta cierto punto.

#### Alemania

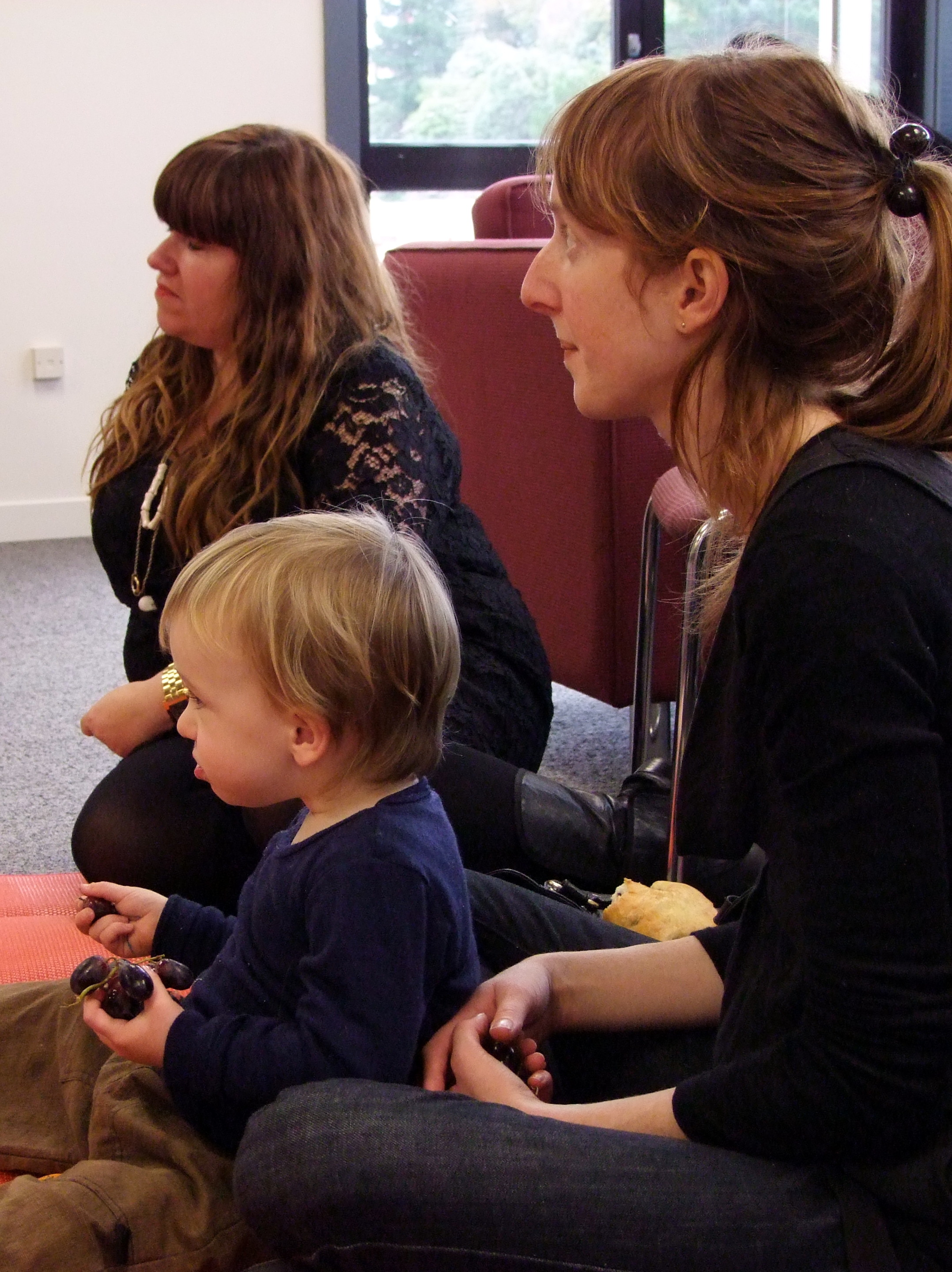
Madre pasando tiempo con su hijo

En Alemania, las leyes originales que abordan la desigualdad de género con respecto a la crianza de los hijos se remontan a 1986, tanto los nuevos estados federales de Alemania como en los antiguos estados, donde uno de los progenitores podía tomarse hasta dos años de licencia después del nacimiento del hijo con un subsidio máximo. Según un estudio realizado de 2006, el 97% de las personas que se tomaron esa licencia eran madres.
En 2007, el descenso de las tasas de natalidad y el cambio demográfico dieron pie a una nueva ley, la "Ley de Prestaciones por Paternidad y Licencia de Paternidad" (Bundeselterngeld- und Elternzeit-Gesetz). Este cambio en la política familiar tenía dos objetivos principales: reducir las pérdidas económicas de los padres durante el primer año posterior al parto y fomentar la participación de los padres en el cuidado de los hijos mediante licencias parentales
Con este cambio de paradigma, se buscaba un mejor equilibrio entre la vida laboral y familiar y un menor respaldo al modelo del hombre como sostén de la familia. Esto formaba parte de una "política familiar sostenible" promovida por la unificación alemana y la integración europea con el objetivo subyacente de aumentar las tasas de natalidad mediante incentivos económicos.
El impacto de la ley se percibió principalmente de forma positiva, ya que los hombres declararon estar muy motivados para tomar licencias. Hasta ahora, esto no se ha reflejado en las estadísticas oficiales, pero Susanne Vogl concluye que, si existe una disposición general de los hombres a participar en la licencia parental, la nueva normativa sobre prestaciones parentales contribuirá a facilitar la decisión de tomar una licencia.

#### Estados Unidos
Aunque, según una encuesta realizada por, WorldatWorky Mercer en 2017, el 93% de los estadounidenses está de acuerdo con que las madres deberían recibir una licencia parental remunerada y el 85% está de acuerdo con que los padres también deberían recibirla, ya que, en octubre de 2018, Estados Unidos no contaba con leyes a nivel nacional que garantizaran la licencia parental remunerada a sus trabajadores; sin embargo, algunos estados han aprobado leyes que otorgan a los trabajadores asalariados estos derechos. En abril de 2022, diez estados ( California, Nueva Jersey, Rhode Island, Nueva York, Washington, Massachusetts, Connecticut, Oregón, Colorado, y Maryland ) y el Distrito de Columbia han promulgado leyes que conceden la licencia parental como parte de las leyes estatales de licencia familiar y médica retribuida, de las cuales cuatro están en vigor actualmente. En los estados que carecen de este tipo de leyes, una parte de las empresas ofrece licencias parentales retribuidas.
Según Eileen Appelbaum, la falta de políticas de licencia parental hace que muchas familias de escasos recursos tengan dificultades para mantenerse económicamente si ambos progenitores están de licencia. Como consecuencia, muchas madres renuncian a su trabajo para cuidar a sus hijos, mientras que el padre sigue trabajando para mantener económicamente a la familia.
El grupo de madres que más recurre a la licencia de maternidad en Estados Unidos es el de las mujeres blancas no hispanas, y el uso de la licencia de maternidad retribuido es drásticamente inferior en cuanto a las madres negras e hispanas. os grupos de mujeres que tienen más acceso y oportunidades para utilizar la licencia de maternidad suelen tener un mayor nivel de ingresos y un empleo de tiempo completo. Estadísticamente, las mujeres negras tienen la mitad de las probabilidades de disfrutar de la licencia que las mujeres blancas. Las personas de raza negra tienen muchas menos probabilidades de disfrutar de la licencia de maternidad o paternidad, esto se debe a factores estructurales como la discriminación racial y étnica en la mano de obra.  Las mujeres de raza negra tienen menos acceso a recursos que les permiten pedir excedencias o atender a familiares, y las hispanas se enfrentan a los mismos problemas. Estas desventajas conllevan un estatus socioeconómico más bajo para la población negra e hispana en Estados Unidos, lo que también influye en la falta de oportunidades para disfrutar de una licencia de maternidad con remuneración y en la falta de los recursos económicos necesarios para poder permitirse una licencia parental no remunerada o parcialmente remunerada. Los trabajadores de raza negra e hispanos suelen ocupar menos puestos profesionales y, por tanto, tienen menos acceso a las prestaciones que conllevan estos puestos, como las licencias retribuidas. Los padres de raza negra suelen trabajar en el sector público, lo cual también puede excluirlos de las oportunidades de obtener una licencia familiar remunerada. Cuando se denuncia la falta de acceso a licencias de maternidad o paternidad remuneradas o no remuneradas, las mujeres de raza negra e hispanas tienen más probabilidades de padecer problemas de salud materno infantiles. Las mujeres de raza negra no hispanas tienen más probabilidades de morir por complicaciones en el embarazo que las mujeres de raza blanca no hispanas en Estados Unidos.

#### Australia
El gobierno australiano proporciona licencia parental remunerada ( PPL ) para ambos padres, pero más para la madre que para el padre. Michael Bittman afirmó que la razón por la que ofrecen la licencia parental es única en el sentido en el que consideran a los niños como " bienes públicos " y, por lo tanto, el estado es responsable de proveer y apoyar al niño. Pero como en la mayoría de los lugares del mundo, los estudios realizados en Australia muestran que la desigualdad aún persiste en la familia y que las mujeres pasan más tiempo haciendo trabajos no remunerados (como la crianza de los hijos) en comparación con los hombres.

#### China
Según un estudio realizado por Nan Jia, durante la era maoísta, la plena participación de las mujeres en la fuerza laboral jugó un papel clave en los esfuerzos del gobierno chino para avanzar en la posición de las mujeres en la sociedad. Para facilitar la participación de las mujeres en la fuerza laboral, el gobierno chino inició una serie de medidas para mitigar el conflicto trabajo-familia que enfrentan las mujeres durante el embarazo y el parto. Estas medidas incluyeron el derecho a 56 días de licencia de maternidad remunerada.
En la era posterior a la reforma, se introdujeron nuevas regulaciones para proteger los derechos laborales y reproductivos de las mujeres en la nueva economía de mercado. El Derecho Laboral adoptado en 1995 aseguró que mujeres y hombres tengan iguales derechos al empleo y que los empleadores no despedirán a las empleadas o reducirán sus salarios por razones de matrimonio, embarazo, licencia de maternidad, o lactancia. La Ley de Contrato Laboral promulgada en 2008 introdujo la disposición que prohíbe a los empleadores terminar unilateralmente los contratos laborales con empleadas que están embarazadas, dan a luz y cuidan a un bebé después del parto. Por lo tanto, bajo la Ley Laboral y la Ley de Contrato Laboral, las empleadas tienen derecho a una licencia de maternidad en la que su empleo esté protegido.
La era posterior a la reforma vio mejoras adicionales en los beneficios de maternidad. La duración de la licencia remunerada de maternidad se extendió de cincuenta y seis días antes de la reforma a noventa días en 1988 y a 98 días en 2012. A principios del 2016, la licencia de maternidad remunerada se extendió a un mínimo de 128 días después de que la política de larga duración de un solo hijo alienta a cada pareja a tener dos hijos. Esta última extensión de la licencia remunerada tiene como objetivo aumentar las tasas de fertilidad y desacelerar el proceso de envejecimiento de la población.

## Licencia parental privada
Algunas empresas adoptan políticas favorables a los trabajadores y a la opinión pública. En su estudio de las políticas de licencia de maternidad en los Estados Unidos, Kelly y Dobbin encontraron que la política pública que considera el embarazo como una discapacidad temporal (por ejemplo, el programa de Seguro de Discapacidad Temporal Familiar de California) dio lugar a prácticas comerciales que incluían licencia de maternidad como un beneficio.
Las empresas están comenzando a ofrecer la licencia parental remunerada como beneficio para algunos trabajadores estadounidenses, viendo un aspecto rentable que incluye: reducción de costos de rotación, aumento de la productividad de los trabajadores y aumento de las tasas de retención entre mujeres después del parto. Algunos ven el aumento en la licencia parental remunerada como indicativo de que las empresas están alcanzando a las mujeres, ya que más mujeres están trabajando y regresando al trabajo después de tener hijos y, al hacerlo, estas empresas generan publicidad positiva como empleadores con lugares de trabajo amigables con la familia. La revista Working Mother publica una lista de “Las 100 Mejores Empresas para madres trabajadoras” cada año, una lista que es notada no solo por los lectores de la revista, sino también por el mundo corporativo y cada vez más por investigadores e institutos de políticas.[60] El Instituto de Investigación de Políticas para Mujeres emitió un informe en 2009 en el que alentaban al Congreso a otorgar a los trabajadores federales cuatro semanas de licencia parental remunerada.[60] El informe citó estadísticas de la lista de “Las 100 mejores compañías para madres trabajadoras” y utilizó corporaciones del sector privado como ejemplos de aumento sustancial en la retención de madres nuevas después de instituir una política de licencia de maternidad más larga. El informe también señaló que tomaría a los trabajadores más nuevos cuatro años acumular suficiente licencia pagada (licencia por enfermedad y licencia anual) para igualar las 12 semanas de licencia parental no remunerada proporcionadas bajo la Ley de Ausencia Médica y Familiar, y que las empresas del sector privado que ofrecen licencia parental remunerada tienen una ventaja significativa sobre el gobierno federal en la contratación y retención de trabajadores más jóvenes que puedan desear tener hijos.[cita requerida]
A partir de febrero de 2018, empresas multinacionales como Deloitte, TIAA y Cisco estaban proporcionando licencias parentales independientemente del género del padre.

## Por continente
La Convención sobre la Eliminación de Todas las Formas de Discriminación contra la Mujer introduce la "licencia de maternidad con pago o con beneficios sociales comparables sin pérdida del empleo anterior, antigüedad o subsidios sociales". La Convención sobre la Protección de la Maternidad C 183 adoptada en 2000 por la Organización Internacional del Trabajo requiere 14 semanas de licencia de maternidad como condición mínima.
Las leyes nacionales varían ampliamente según la política de cada jurisdicción. A partir de 2012, solo dos países no mandan tiempo libre pagado para los nuevos padres: Papúa Nueva Guinea y los Estados Unidos.
A menos que se especifique lo contrario, la información en las tablas a continuación se recopila de los informes más recientes de la Organización Internacional del Trabajo. La licencia de maternidad se refiere a la protección legal otorgada a la madre inmediatamente después de dar a luz (pero también puede incluir un período antes del nacimiento), licencia de paternidad se refiere a la protección legal otorgada al padre inmediatamente después de que la madre da a luz y licencia parental al tiempo protegido para el cuidado de los hijos (generalmente para cualquiera de los padres), ya sea después de la licencia de maternidad/paternidad o inmediatamente después del nacimiento (por ejemplo, cuando el padre no es elegible para licencia de paternidad o cuando el tiempo se calcula hasta que el niño alcanza una edad específica—por lo tanto excluyendo licencia parental—generalmente tales jurisdicciones protegen el trabajo hasta que el niño alcanza una edad específica). Otras permiten que la licencia parental se transfiera al trabajo de medio tiempo. La licencia parental generalmente está disponible para cualquiera de los padres, excepto donde se especifique. La licencia marcada como "No remunerada" indica que el trabajo está protegido por la duración de la licencia. Diferentes países tienen diferentes reglas con respecto a los requisitos de licencia y a cuánto tiempo un padre ha trabajado en su lugar de empleo antes de dar a luz antes de optar a la licencia pagada. En la Unión Europea, las políticas varían significativamente por país, con respecto a la duración, al pago, y a cómo la licencia parental se relaciona con la licencia de maternidad anterior, pero los miembros de la UE deben cumplir con los estándares mínimos de la Directiva de Trabajadores Embarazadas y la Directiva de Licencia Parental.

### Francia
En Francia, existe la licencia de maternidad, la licencia de paternidad o para el cónyuge y la licencia parental. La licencia de maternidad (el número de semanas que a una madre biológica se le permite tomar una pausa del trabajo) es de 16 semanas en Francia: 6 semanas antes del parto y 10 semanas después de este. La licencia de maternidad dura 26 semanas desde el tercer hijo y 34 para gemelos; es obligatoria y la madre debe tomar al menos parte de la licencia, ya que está prohibido renunciar a ella de manera total. La licencia de paternidad o para el cónyuge es de 25 días. La licencia parental en Francia (Congé Parental, que puede tomarse hasta por 3 años) se refiere al sistema de licencias que se le asegura tanto a los padres como a las madres, ya sea en caso de nacimiento o adopción. En Francia, existen diferencias con respecto a la regulación de las licencias parentales, las cuales se basan en el número de hijos, el reparto entre los padres, la retribución (que varía entre seis meses y tres años) y el tipo de trabajo.

### India
La licencia de maternidad en la India es de 26 semanas (8 prenatales y 18 postnatales) y se retribuye el 100% del salario de la empleada. La política de licencias de maternidad en la India está regulada por el Código de Seguridad Social de 2020 (The Code on Social Security, 2020 en inglés). La empleada debe haber trabajado en la empresa al menos 80 días hábiles antes de poder disfrutar de esta prestación y la mujer también tendría derecho a un bono médico junto con la licencia remunerada al 100%. Para las mujeres que ya tienen dos hijos, la licencia de maternidad se reduce a 12 semanas. Solo los empleados de empresas públicas y los funcionarios tienen derecho a una licencia de paternidad de dos semanas, mientras que las funcionarias tienen derecho a un año de licencia parental, incluida la licencia de maternidad.